# Lijst van administratieve eenheden in Đồng Tháp
Deze lijst bevat een overzicht van administratieve eenheden in Đồng Tháp (Vietnam).
De provincie Đồng Thápi ligt in het zuiden van Vietnam, dat ook wel de Mekong-delta wordt genoemd. De oppervlakte van de provincie bedraagt 3376,4 km² en telt ruim 1.672.600 inwoners. Đồng Tháp is onderverdeeld in één stad, twee thị xã's en negen huyện.

## Stad

### Thành phốCao Lãnh
- Phường 1
- Phường 2
- Phường 3
- Phường 4
- Phường 6
- Phường 11
- Phường Hòa Thuận
- Phường Mỹ Phú
- Xã Hòa An
- Xã Mỹ Ngãi
- Xã Mỹ Tân
- Xã Mỹ Trà
- Xã Tân Thuận Đông
- Xã Tân Thuận Tây
- Xã Tịnh Thới

## Thị xã

### Thị xãHồng Ngự
- Phường An Lạc
- Phường An Lộc
- Phường An Thạnh
- Xã An Bình A
- Xã An Bình B
- Xã Bình Thạnh
- Xã Tân Hội

### Thành phốSa Đéc
- Phường 1
- Phường 2
- Phường 3
- Phường 4
- Phường An Hòa
- Phường Tân Quy Đông
- Xã Tân Khánh Đông
- Xã Tân Phú Đông
- Xã Tân Quy Tây

## Huyện

### HuyệnCao Lãnh
- Thị trấn Mỹ Thọ
- Xã An Bình
- Xã Ba Sao
- Xã Bình Hàng Tây
- Xã Bình Hàng Trung
- Xã Bình Thạnh
- Xã Gáo Giồng
- Xã Mỹ Hiệp
- Xã Mỹ Hội
- Xã Mỹ Long
- Xã Mỹ Thọ
- Xã Mỹ Xương
- Xã Nhị Mỹ
- Xã Phong Mỹ
- Xã Phương Thịnh
- Xã Phương Trà
- Xã Tân Hội Trung
- Xã Tân Nghĩa

### HuyệnChâu Thành
- Thị trấn Cái Tàu Hạ
- Xã An Hiệp
- Xã An Khánh
- Xã An Nhơn
- Xã An Phú Thuận
- Xã Hòa Tân
- Xã Phú Hựu
- Xã Phú Long
- Xã Tân Bình
- Xã Tân Nhuận Đông
- Xã Tân Phú
- Xã Tân Phú Trung

### HuyệnHồng Ngự
- Xã Long Khánh A
- Xã Long Khánh B
- Xã Long Thuận
- Xã Phú Thuận A
- Xã Phú Thuận B
- Xã Thường Lạc
- Xã Thường Phước 1
- Xã Thường Phước 2
- Xã Thường Thới Hậu A
- Xã Thường Thới Hậu B
- Xã Thường Thới Tiền

### HuyệnLai Vung
- Stadje Lai Vung
- Stadje Tân Thành
- Xã Định Hòa
- Xã Hòa Long
- Xã Hòa Thành
- Xã Long Hậu
- Xã Long Thắng
- Xã Phong Hòa
- Xã Tân Dương
- Xã Tân Hòa
- Xã Tân Phước
- Xã Vĩnh Thới

### HuyệnLấp Vò
- Thị trấn Lấp Vò
- Xã Bình Thành
- Xã Bình Thạnh Trung
- Xã Định An
- Xã Định Yên
- Xã Hội An Đông
- Xã Long Hưng A
- Xã Long Hưng B
- Xã Mỹ An Hưng A
- Xã Mỹ An Hưng B
- Xã Tân Khánh Trung
- Xã Tân Mỹ (Lấp Vò, Đồng Tháp)
- Xã Vĩnh Thạnh

### HuyệnTam Nông
- Thị trấn Tràm Chim
- Xã An Hòa
- Xã An Long
- Xã Hòa Bình
- Xã Phú Cường
- Xã Phú Đức
- Xã Phú Hiệp
- Xã Phú Ninh
- Xã Phú Thành A
- Xã Phú Thành B
- Xã Phú Thọ
- Xã Tân Công Sính

### HuyệnTân Hồng
- Thị trấn Sa Rài
- Xã An Phước
- Xã Bình Phú
- Xã Tân Công Chí
- Xã Tân Hộ Cơ
- Xã Tân Phước
- Xã Tân Thành A
- Xã Tân Thành B
- Xã Thông Bình

### HuyệnThanh Bình
- Thị trấn Thanh Bình
- Xã An Phong
- Xã Bình Tấn
- Xã Bình Thành
- Xã Phú Lợi
- Xã Tân Long
- Xã Tân Bình
- Xã Tân Hòa
- Xã Tân Huề
- Xã Tân Mỹ
- Xã Tân Phú
- Xã Tân Qưới
- Xã Tân Thạnh

### HuyệnTháp Mười
- Thị trấn Mỹ An
- Xã Đốc Bình Kiều
- Xã Hưng Thạnh
- Xã Láng Biển
- Xã Mỹ An
- Xã Mỹ Đông
- Xã Mỹ Hòa
- Xã Mỹ Quý
- Xã Phú Điền
- Xã Tân Kiều
- Xã Thạnh Lợi
- Xã Thạnh Mỹ
- Xã Trường Xuân